# Sé (Szombathely)
Sé es un pueblo ubicado en el distrito de Szombathely, condado de Vas, Hungría.

## Superficie
Posee una superficie de 6030 kilómetros cuadrados.

## Demografía
Hasta 2022 la población era de 1357 habitantes, con una densidad de población de 225,0 habitantes por kilómetro cuadrado.